# Унівська група
У́нівська гру́па — неформальне середовище львівських та «довколальвівських» інтелектуалів, об'єднаних ідеєю створення довготермінової стратегії для Львова.
Група є позапартійним і позабізнесовим самофінансованим об'єднанням. До групи увійшли науковці, підприємці та фахівці з різних сфер, частина з яких відома своєю тривалою роботою в організаціях, що ставили на меті відродження Львова (Товариство Лева, Інститут розвитку міста тощо). Тривале існування такого об'єднання стало ознакою браку нового інтелектуального клубу у Львові після занепаду Дзиґи та закінчення помаранчевої революції.

## Створення організації
Унівська група вперше зібралася 22 вересня 2007 року в Унівській лаврі, звідки і походить назва об'єднання. Це зібрання було наслідком численних досліджень та фахових дискусій про розвиток Львова та місце Львова в Україні та світі, що передували впродовж 1990-х років та початку 2000-х переважно довкола Інституту розвитку міста, місцевих видань "Поступ" і "Львівська газета", пізніше Комітету підприємців Львівщини.
Каталізатором стало проведене на замовлення КПЛ дослідження цінностей мешканців Львова, результати якого викрили значну частину проблем, що потребують системних рішень, які виходять за межі каденції чи навіть політичного покоління політиків та держслужбовців. Тоді група активістів ініціювала збори в Унівській лаврі, де була проголошена Унівська декларація , яку підписали всі присутні на перших зборах:
- Ярослав Грицак, доктор історичних наук, професор Львівського національного університету ім. І.Франка
- Олександр Фільц, професор Львівського національного медичного університету імені Данила Галицького
- Мирослав Маринович, правозахисник, публіцист, релігієзнавець, член-засновник Української Гельсінкської групи, організатор амністерського руху в Україні
- Роман Заяць, директор "РадіоМан".
- Андрій Квятковський, аналітик телеканалу ICTV.
- Михайло Колісник, викладач фінансів Києво-Могилянської бізнес-школи.
- Святослав Павлюк, керівник PAUCI.
- Євген Глібовицький, керуючий партнер комунікаційної консалтигової компанії pro.mova, член Ради Комітету підприємців Львівщини.
- Ярослав Рущишин, власник компанії «Троттола», член Ради Комітету підприємців Львівщини.
- Олександра Бакланова, експерт у сферах розробки стратегій для бізнесу, менеджменту, управління змінами.
- Андрій Гринчук, власник «Гринчук, Горпинюк та партнери», заступник голови Комітету підприємців Львівщини.
- Остап Малашняк, консультант з медійних комунікацій.

Пізніше склад групи змінювався, до групи долучалися нові люди (зокрема, Орест Друль, Богдан Панкевич,  Володимир Воробей, Віталій Загайний, Вікторія Бриндза, Орест Семотюк, Олександра Коваль, Оксана Форостина  ), деякі з осіб, які були на початку відійшли від активної роботи в Унівській групі.

### Про дослідження цінностей мешканців Львова
Дослідження проводила компанія GfK на замовлення КПЛ методом інтерв'ю, з репрезентативною вибіркою 800 респондентів-мешканців Львова. Метою дослідження було дослідити цінності мешканців Львова аби зрозуміти потреби та мотивації львівської спільноти. За результатами дослідження були виокремлені 5 сегментів мешканців міста: відомі за міжнародною методологією «обивателі», «ощадливі індивідуалісти», «підприємливі», «постмодерністи» та унікальна місцева група, яку назвали «галичани». Перші дві групи переважно складаються із старших осіб, другі дві — із молодших людей, які, втім, схильні до виїзду зі Львова до інших міст. Група «галичан» рівнопредставлена у всіх вікових категоріях, таким чином її доля в загальному населенні міста постійно зростає. У той момент розробка стратегії для Львова — це проект із ціннісних змін для в першу чергу сегменту «галичани». Поза цим дослідження виявило значну перевагу лівих поглядів серед мешканців міста, потребу гарантій понад можливостей, прояви нетолерантності тощо.

## Загальна інформація про організацію
Унівська група працює без огляду на політичні, інституційні чи інші вподобання або приналежності.
Учасників Унівської групи об'єднує готовність на волонтерських засадах підготувати стратегію для Львова та подарувати її громаді міста.
Членами Унівської групи можуть стати ті, хто своїми знаннями та керуючись доброю волею готові допомогти у створенні стратегії для Львова, має добре ім'я у своїй професійній сфері, з повагою ставиться до інших членів групи, готовий жертвувати своїм часом для спільної справи, вірить у відкритий світ та цінність інакшості.
Унівська група не має керівника. Учасники разом вирішують, хто головуватиме на наступних зборах залежно від теми дискусії. Кожен учасник Унівської групи докладає до роботи стільки зусиль, скільки може пожертвувати зі свого часу. Унівська група самофінансована, її члени самі вкладають свій час, гроші та знання. Кожен учасник Унівської групи має беззастережне право на власну точку зору, яка фіксується у матеріалах засідань. Унівська група збирається раз на місяць, переважно в останню суботу місяця.
Таке об'єднання з таким фаховим складом та такими засадами є унікальним для України формуванням. Учасники групи не змогли знайти подібні групи в інших містах України.

## Діяльність Унівської групи
Унівська група підбила перші підсумки досліджень цінностей львів'ян, які дозволяють скласти уявлення про ситуацію, в якій є місто, переваги та ризики. На стратегічній сесії групи, яка відбулася 31 травня - 1 червня 2008 в Унівській лаврі було вироблено візію розвитку Львова.
13 жовтня 2009 у Львові відбулася презентація допрацьованої візії Львова у 2025 році .
У процесі розробки візії Львова УГ провела круглий стіл з питань освіти за участі авторитетних фахіівців і представників МОН України.
На наступному етапі Унівська група планує написати стратегію для її втілення.